# À point nommé
Pour plus de détails, voir Fiche technique et Distribution.
À point nommé (Prima di lunedì) est une comédie italienne réalisée par Massimo Cappelli et sortie en 2016.

## Synopsis
Carlito Briganti est une personne complexe, esthète et fière d'être italienne. Il possède de nombreuses vieilles Fiat 500 de toutes les couleurs et une chaîne de supermarchés. Marco et Andrea sont des amis inséparables, tous deux liés à Penelope, la sœur d'Andrea et l'ex de Marco.
Un après-midi d'août, dans un Turin semi-désertique, les deux amis sont dans leur voiture et discutent du mariage imminent de Penelope avec son fiancé Norberto. Marco, qui conduit, n'a pas été invité et, alors qu'il s'efforce de convaincre son ami qu'il s'en moque, il emboutissent la Fiat 500 de Carlito. Les deux hommes sont désormais redevables à Carlito, qui leur fait une proposition : ils devront transporter un œuf de Pâques de Turin à Torre del Greco. Pénélope et Chanel, la flamme française d'Andrea, âgée de 80 ans, se joignent également au voyage.

## Fiche technique
- Titre français : À point nommé[1]
- Titre original italien : Prima di lunedì[2]
- Réalisateur : Massimo Cappelli
- Scénario : Massimo Cappelli, Fabio Troiano (it), Beppe Lo Console
- Photographie : Marcello Montarsi
- Montage : Luciana Pandolfelli
- Musique : Fernando Alba
- Décors : Walter Caprara
- Production : Massimiliano Leone, Valentina Di Giuseppe
- Société de production : Lime Film
- Pays de production :  Italie
- Langue originale : italien
- Format : couleurs - 2,35:1
- Durée : 90 minutes
- Genre : comédie
- Dates de sortie :
  - Italie : 22 septembre 2016
  - France : 10 décembre 2022[1]

## Distribution
- Vincenzo Salemme (it) : Vincenzo Briganti, dit « Carlito »
- Fabio Troiano (it) : Marco
- Andrea Di Maria (it) : Andrea
- Martina Stella : Pénélope
- Sandra Milo : Chanel
- Sergio Múñiz (it) : Blanco
- Antonio Guerriero : Antonio, garde du corps de Carlito
- Stefano Bianco : Garde du corps chinois

## Production
Les Fiat 500 utilisées dans le film ont été fournies par des membres du Fiat 500 Club Italia.